# Снайперист
Снайперист (от английски: sniper през немски или руски език) или снайпер обикновено бива наричан всеки стрелец, поразяващ мишени с голяма точност от голямо разстояние. В по-тесен смисъл снайперист е специално обучен войник, подготвен за работа в полеви условия и прецизна стрелба от прикритие на голямо разстояние.

## Произход и значение
Терминът „снайперист“ (по-точно „снайпер“ – sniper) в значението си на „точен стрелец“ датира от 1824 г. Самият глагол to snipe, от който е изведена думата, произхожда от британските войници в Британска Индия през 1770-те години: snipe означава „бекас“ – птица, изключително трудна за издебване по време на лов. Така се появява глаголът to snipe със значение „стрелям от скрито място“.
Така терминът предполага умения за работа в полеви условия, маскировка и точна стрелба, и обикновено се използва за умели стрелци от пехотата, специализирани в убиването на подбрани врагове от прикритие на големи разстояния с помощта на винтовка. Снайперистът не е просто стрелец с високоточно оръжие – той е изключителен стрелец на големи разстояния. Еталонът на снайпариста е изстрел между очите на разстояние 800 метра. Снайперист в превод от английски буквално означава „стрелец по летящи патки“. Някога в Англия така наричали точните стрелци.
Известното джентълменско правило „Трима от една клечка не палят“ се ражда на английските бойни позиции в република Трансваал по време на Англо-Бургската война. Нощно време, когато офицерите на Нейно величество се събрали да пушат, бургски снайперист засича пламъка от кибритената клечка на първия, след това вторият пали цигара от клечката – снайперистът коригира целта и когато третият припалва от кибритената клечка, получава куршум между очите.

### Снайперист-кукувица
Опитът от тази война не бил обобщен. По време на Първата световна война снайперисти практически не са използвани. Не е имало снайперско оръжие, прибори, методи.
Жесток урок на руснаците например преподали финландците по време на зимната кампания през 1939 г.
По време на Руско-Финската война самонадеяните съветски командири се сблъскват с новото за тях явление „снайперисти-кукувици“. Работата им е била необичайно ефективна и призната за най-добрата снайперска тактика от цял свят. Военната тактика на „снайпериста-кукувица“ била неразбираема със своята нестандартност, неуставност и коварност. Именно финладските снайперисти показват, че установени правила в боя няма.
Названието „кукувици“ финландските снайперисти получават за това, че поначало стрелят от дърветата и се прикриват с птичи гласове. Удобно разположили се на могъщите вековни борове, те изчакват появяването на целите и ги унищожават. Руснаците откривали огън по дървото, но там вече нямало никой. Боецът по въже бързо се спускал в предварително изкопан окоп. Финските снайперисти дежурели по ред – докато единият бдял на пост, другият си почивал в окопа, като така се осигурявало денонощно наблюдение и отблъскване на руските войски.
Тактиката на финландците е толкова успешна, че по-късно се използва и от руснаци, и от германци в годините на Втората световна война.

## Известни снайперисти
Сред най-известните снайперисти е Василий Григориевич Зайцев, който заедно с 28 обучени от него снайперисти унищожава над 3000 противници през Втората световна война. Друг отличил се снайперист е финландецът Симо Хаюха, който по време на Зимната война (1939 – 1940) е елиминирал самостоятелно 542 съветски войници.

## В съвремието
През последните няколко десетилетия терминът „снайперист“ започва да се използва доста по-общо, особено от медиите, включвайки полицейските точни стрелци, престъпниците, използващи винтовки за атентати и други престъпления, както и всяка стрелба на по-голямо разстояние по време на война.
В специалните военни и полицейски части широко се използват снайперисти.